# Birmingham (Alabama)
Birmingham ist eine Stadt im Jefferson County im US-Bundesstaat Alabama und mit 200.733 Einwohnern (Stand: Volkszählung April 2020) nach Huntsville die zweitgrößte Stadt Alabamas. Die Stadtfläche beträgt 393,5 km².
Birmingham ist eine Industriestadt, hauptsächlich sind die Baumwoll-, Elektro-, Zement- und chemische Industrie vertreten.

## Geschichte
Das Gebiet des heutigen Birmingham war ursprünglich Jagdgebiet der Cherokee-, Choctaw- und Muskogee-Indianer. Eine erste Siedlung europäischer Einwanderer in diesem Gebiet wurde 1813 gegründet.
Im Jahre 1861, während des Sezessionskrieges, wurde ein kleines Stahlwerk im heutigen Birmingham errichtet.
Die Stadt Birmingham, benannt nach der gleichnamigen Stadt in England, wurde am 1. Juni 1871, mit dem Anschluss an zwei neue Eisenbahnstrecken, gegründet.
Zu Beginn des 20. Jahrhunderts wuchs die Stadt sehr schnell durch den Abbau der reichlichen Erzvorkommen und dem damit verbundenen Aufbau der Stahlindustrie und so wurde Birmingham zum „Pittsburgh des Südens“.
Angesichts seines raschen Wachstums (im Jahr 1880 3.086 Einwohner, 1910 132.685 Einwohner) hatte Birmingham zeitweise den Spitznamen „The Magic City“ (die magische Stadt).
Bald überflügelte Birmingham Montgomery als größte Stadt in Alabama. Anfang der 1960er Jahre wendete sich das Blatt, als das minderwertige Eisenerz auf dem stagnierenden Weltmarkt nicht mehr konkurrenzfähig war. 1950 arbeiteten mehr als 27.000 Menschen in den Stahlwerken, 1975 waren es noch 11.000 und 1997 noch 1400. Zwei große Stahlunternehmen, American Cast Iron Pipe Company (ACIPCO) und McWane, haben ihren Sitz in Birmingham.
Heutzutage ist die Wirtschaft Birminghams vom großen Universitätskrankenhaus, der University of Alabama at Birmingham (kurz: UAB) und vielen mittelständischen Unternehmen geprägt.

In den 1950ern und 1960ern wurden die Rassenkonflikte auch in Birmingham vehement ausgetragen. So wurde am 14. Mai 1961 ein Bus mit Mitgliedern der Bürgerrechtsbewegung Freedom Riders an Bord, die gegen die Rassentrennung in den Südstaaten protestierten, durch Klansmänner gestoppt. Der Ku-Klux-Klan hatte zuvor von der örtlichen Polizei das Versprechen bekommen, dass sie für 15 Minuten freie Hand hätten, die Freedom Riders zu attackieren. Kein einziger der Täter, die ihre Opfer mit Baseballschlägern und Eisenstangen verletzten, wurde verhaftet. Zahlreiche Bombenattentate des Ku-Klux-Klans brachten Birmingham den Spitznamen „Bombingham“ ein. Am 15. September 1963 zündeten sie in der 16th Street Baptist Church mindestens 15 Dynamitstangen. Vier schwarze Mädchen (drei im Alter von 14 Jahren) starben und 22 Menschen wurden verletzt. Eine Inschrift an der Mauer der 16th Street Baptist Church erinnert an das Attentat und die Rassenkonflikte; sie lautet:

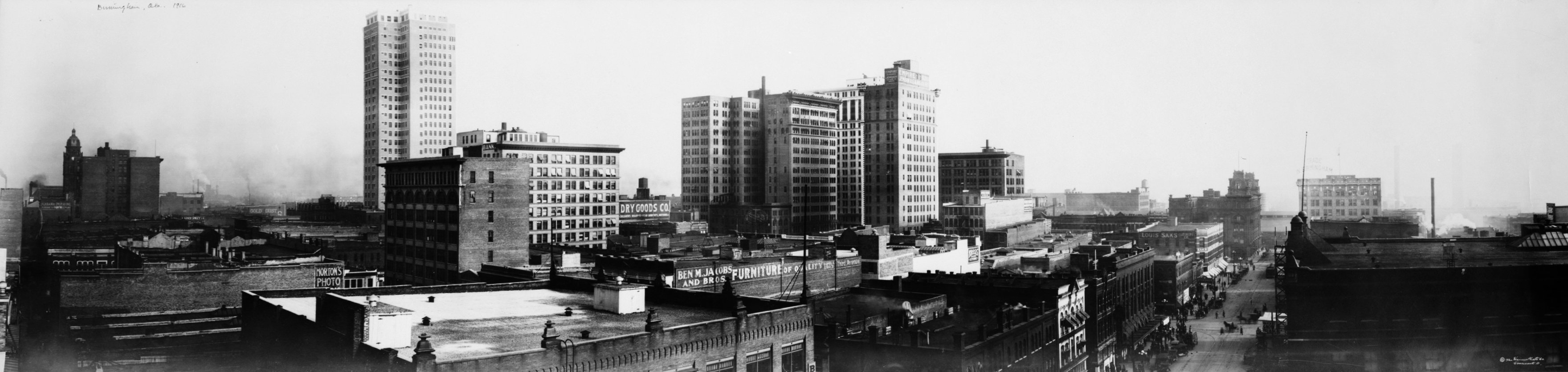
Birmingham um 1916

„May Men learn to Replace Bitterness and Violence with Love and Understanding“ („Möge die Menschheit lernen, Verbitterung und Gewalt durch Liebe und Verständnis zu ersetzen“)
Martin Luther King nannte Birmingham „Metropole der Rassentrennung“ und bezog die Stadt in den später legendären Protestmarsch 1963 ein. King wurde acht Tage im Gefängnis von Birmingham inhaftiert. Zwei Ku-Klux-Klan-Mitglieder wurden erst 2001 bzw. 2002 für ihre Teilnahme an dem Anschlag 1963 verurteilt.
Am 31. Juli 1966 kam es in Birmingham zur öffentlichen Verbrennung von Schallplatten der Beatles, nachdem religiöse Eiferer Anstoß an John Lennons Ausspruch, die Beatles seien populärer als Jesus, genommen hatten.
Im Januar 1998 verübte der christliche Extremist Eric Rudolph einen Bombenanschlag auf eine gynäkologische Klinik in Birmingham. Dabei starb ein Wachmann, eine Krankenschwester wurde schwer verletzt. Am 13. April 2005 gestand Rudolph auch diesen Anschlag.
In den 1970ern, 1980ern und 1990ern ging Birminghams Einwohnerzahl wie in vielen anderen Städten der USA zurück, während die Einwohnerzahl in den Vorstädten deutlich zunahm. Dies ist vor allem auf den Wegzug vieler (weißer) Bewohner aus den Städten in die Vorstädte zurückzuführen. Im Jahr 1979 wurde Richard Arrington zum ersten schwarzen Bürgermeister Birminghams gewählt. Er wurde viermal wiedergewählt; im Jahr 1999 endete seine fünfte und letzte Amtszeit.

## Politik

### Verwaltung
An der Spitze der Stadtverwaltung von Birmingham steht der Bürgermeister (Mayor), der von der Bevölkerung für eine Amtszeit von vier Jahren gewählt wird. Die Stadtverordnetenversammlung (City Council) besteht aus neun Mitgliedern und wird ebenfalls alle vier Jahre gewählt. Die Bürgermeisterwahl und die Stadtverordnetenwahl finden mit einem Abstand von zwei Jahren voneinander statt. Der amtierende Bürgermeister ist William A. Bell. Einer seiner Vorgänger, Larry Langford, wurde am Morgen des 1. Dezember 2008 von Beamten der Bundespolizei FBI festgenommen. Ihm wurde Bestechlichkeit und Betrug vorgeworfen; 2010 wurde er zu 15 Jahren Gefängnis verurteilt.

### Städtepartnerschaften
Birmingham unterhält eine Städtepartnerschaft mit folgenden Städten:
- Hitachi, Japan
- Gweru, Simbabwe
- Székesfehérvár, Ungarn
- Kapstadt, Südafrika
- Pomigliano d’Arco, Italien
- Winniza, Ukraine
- Anshan, Volksrepublik China
- Pilsen, Tschechien
- Rosh Haayin, Israel
- al-Karak, Jordanien
- Tauranga, Neuseeland

## Bevölkerung
Die Stadt Birmingham hatte 2010 212.237 Einwohner. Ungefähr 99 % der Einwohner Birminghams wurden in den USA geboren. Der Anteil der afroamerikanischen Einwohner beträgt ca. 73 %. Ein Viertel der Einwohner ist jünger als 18, das Durchschnittsalter ist 34 Jahre. Auf 100 weibliche Einwohner kommen 85,7 männliche. Das Durchschnittseinkommen eines Haushaltes beträgt 26.542 Euro. 24,7 % der Einwohner Birminghams leben unterhalb der Armutsgrenze. Die Bevölkerungszahl nimmt seit über 50 Jahren stetig ab, die höchste Einwohnerzahl wurde 1960 mit 340.887 Einwohnern verzeichnet. Dies ist vermutlich auf die schlechte wirtschaftliche Lage in der gesamten Region zurückzuführen.

## Wirtschaft und Infrastruktur

### Wirtschaft
Die Metropolregion von Birmingham erbrachte 2016 ein Bruttoinlandsprodukt von 62,8 Milliarden US-Dollar und belegte damit Platz 51 unter den Großräumen der USA. Die Arbeitslosenquote in der Metropolregion betrug 3,4 Prozent und lag damit unter dem nationalen Durchschnitt von 3,8 Prozent (Stand: März 2018). Das persönliche Pro-Kopf Einkommen liegt 2016 bei 45.795 US-Dollar, womit Birmingham ein unterdurchschnittliches Einkommensniveau besitzt.
Die Eisenindustrie spielt trotz eines signifikanten Rückgangs in den letzten 60 Jahren nach wie vor eine Rolle in der Wirtschaft Birminghams. Seit das UAB Medical Center im Jahr 1945 eröffnet wurde, hat das Medizin- und Gesundheitswesen kontinuierlich an Bedeutung gewonnen; die University of Alabama at Birmingham ist der größte Arbeitgeber der Stadt. Das Jefferson County, dessen Verwaltungssitz sich in Birmingham befindet, musste am 9. November 2011 Konkurs anmelden.
Es ist der bislang größte Konkurs eines US-amerikanischen Bezirks, ausgelöst durch ein Finanzkonstrukt einer Bankengruppe, die ein neues Abwasser- und Kanalsystem finanzieren sollte. Die Gebühren für Wasser und Abwasser vervierfachten sich im Zuge der Investitionen vor dem Konkurs; viele Bewohner kamen in Zahlungsverzug.

### Verkehr
Birmingham ist durch den Birmingham-Shuttlesworth International Airport, mehrere Personenverkehr-Eisenbahnstrecken und durch die Interstate Highways 20, 22, 59 und 65 mit anderen Städten verbunden. Auf vierzehn Frachtverkehr-Eisenbahnstrecken und circa 100 Lastwagenstrecken wird die Stadt versorgt.
Der westlich von Birmingham verlaufende Black Warrior River ist ein bedeutender Schifffahrtsweg; flussabwärts liegt Tuscaloosa.
Birmingham hat ein relativ kleines Nahverkehrssystem, das ausschließlich aus Buslinien besteht.

### Medien
In Birmingham erscheint die Tageszeitung The Birmingham News. Die Tageszeitung Birmingham Post Herald wurde im September 2005 eingestellt. Daneben gibt es mehrere Wochenzeitungen und Magazine. Zudem werden in Birmingham sieben eigene Fernsehkanäle und circa 30 Radiosender ausgestrahlt.

### Bildung
Im Birminghamer Schulsystem gibt es 52 Grundschulen, 16 Mittelschulen und 10 High Schools. Außerdem gibt es in Birmingham mehr als 50 Privatschulen und Konfessionsschulen.
Neben der University of Alabama at Birmingham gibt es noch mehrere andere Universitäten, zum Beispiel das Birmingham-Southern College, das Miles College und die Samford University. Das öffentliche Bibliothekensystem Birminghams besteht aus einer zentralen Bibliothek und 19 kleineren Bibliotheken.

## Klima
Das gemäßigte Klima Birminghams ist von warmen Sommern, milden Wintern und reichlich Niederschlag geprägt. Birmingham hat etwas weniger Niederschlag als Städte an der Golfküste und ist etwas kühler. Im Januar liegt die durchschnittliche Höchsttemperatur bei 11,7 °C, die durchschnittliche Niedrigsttemperatur liegt bei −0,1 °C. Im Juli ist die durchschnittliche Höchsttemperatur ca. 32,6 °C und die durchschnittliche Tiefsttemperatur beträgt 20,7 °C. Die jährliche Durchschnittstemperatur beträgt 17 °C. Schneefall ist in Birmingham sehr selten, der jährliche Durchschnitt liegt bei einem Zentimeter. Der durchschnittliche Jahresniederschlag beträgt ca. 1330 mm. März ist dabei der feuchteste Monat, Oktober der trockenste.
Die Frühlings- und Herbstmonate sind angenehm, aber auch wechselhaft. Kaltfronten bringen häufig starke, teilweise sehr starke Gewitter und gelegentlich auch Tornados mit sich. Im Herbst gibt es weniger Niederschlag und weniger Stürme als im Frühling, er ist jedoch die zweite Sturmsaison. Birmingham liegt im Herzen eines Tornadogebietes, genannt Dixie Alley. In den Spätsommer- und Herbstmonaten wird die Stadt aufgrund der Nähe zum Golf von Mexiko gelegentlich von tropischen Stürmen und Hurrikans heimgesucht.
|                       | Jan   | Feb   | Mär   | Apr   | Mai   | Jun  | Jul   | Aug  | Sep  | Okt  | Nov   | Dez   |   |         |
| Mittl. Tagesmax. (°C) | 10,9  | 13,8  | 18,9  | 23,7  | 27,2  | 30,8 | 32,2  | 31,7 | 28,8 | 23,7 | 18,1  | 13,2  | ⌀ | 22,8    |
| Mittl. Tagesmin. (°C) | −0,4  | 1,4   | 5,7   | 9,6   | 14,3  | 18,4 | 20,8  | 20,4 | 17,2 | 10,1 | 5,3   | 1,6   | ⌀ | 10,4    |
|                       |       |       |       |       |       |      |       |      |      |      |       |       |   |         |
| Niederschlag (mm)     | 129,5 | 119,9 | 157,2 | 126,0 | 123,2 | 94,7 | 133,4 | 91,2 | 99,8 | 71,4 | 110,0 | 130,0 | Σ | 1.386,3 |
|                       |       |       |       |       |       |      |       |      |      |      |       |       |   |         |
| Regentage (d)         | 8,9   | 7,9   | 9,2   | 7,9   | 8,4   | 7,4  | 10,6  | 7,5  | 6,7  | 5,1  | 7,7   | 8,4   | Σ | 95,7    |

| −0,4 |

| 1,4 |

| 5,7 |

| 9,6 |

| 14,3 |

| 18,4 |

| 20,8 |

| 20,4 |

| 17,2 |

| 10,1 |

| 5,3 |

| 1,6 |

| −0,4 |

| 1,4 |

| 5,7 |

| 9,6 |

| 14,3 |

| 18,4 |

| 20,8 |

| 20,4 |

| 17,2 |

| 10,1 |

| 5,3 |

| 1,6 |

## Sehenswürdigkeiten

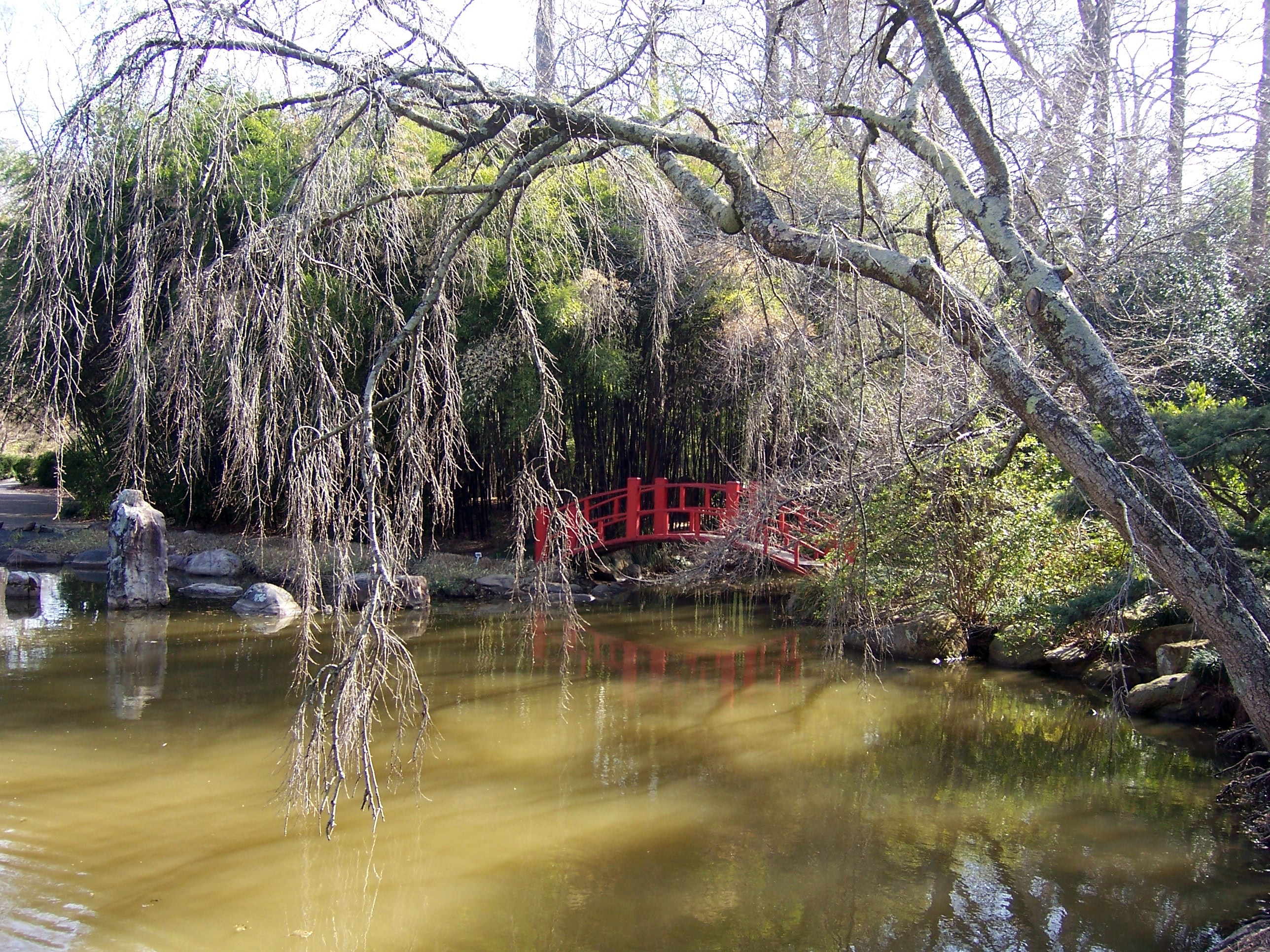
Die Long Life Lake Bridge im Birmingham Botanical Garden

Im Lane Park liegen der Birmingham Botanical Garden, ein botanischer Garten mit einer Fläche von 27 ha, sowie der 49 ha große Birmingham Zoo.
- Sloss Furnaces National Historic Landmark - Industrie-Denkmal, ehemaliger Hochofen[16]
- Civil Rights District (Civil Rights Institute)
- Kelly Ingram Park
- 16th Street Baptist Church
- 4th Avenue District
- Alabama Jazz Hall of Fame
- Five Points South District
- Vulcan Statue
- Arlington Home & Gardens
- Birmingham Museum of Art
- Birmingham Civil Rights National Monument
- Boutwell Memorial Auditorium

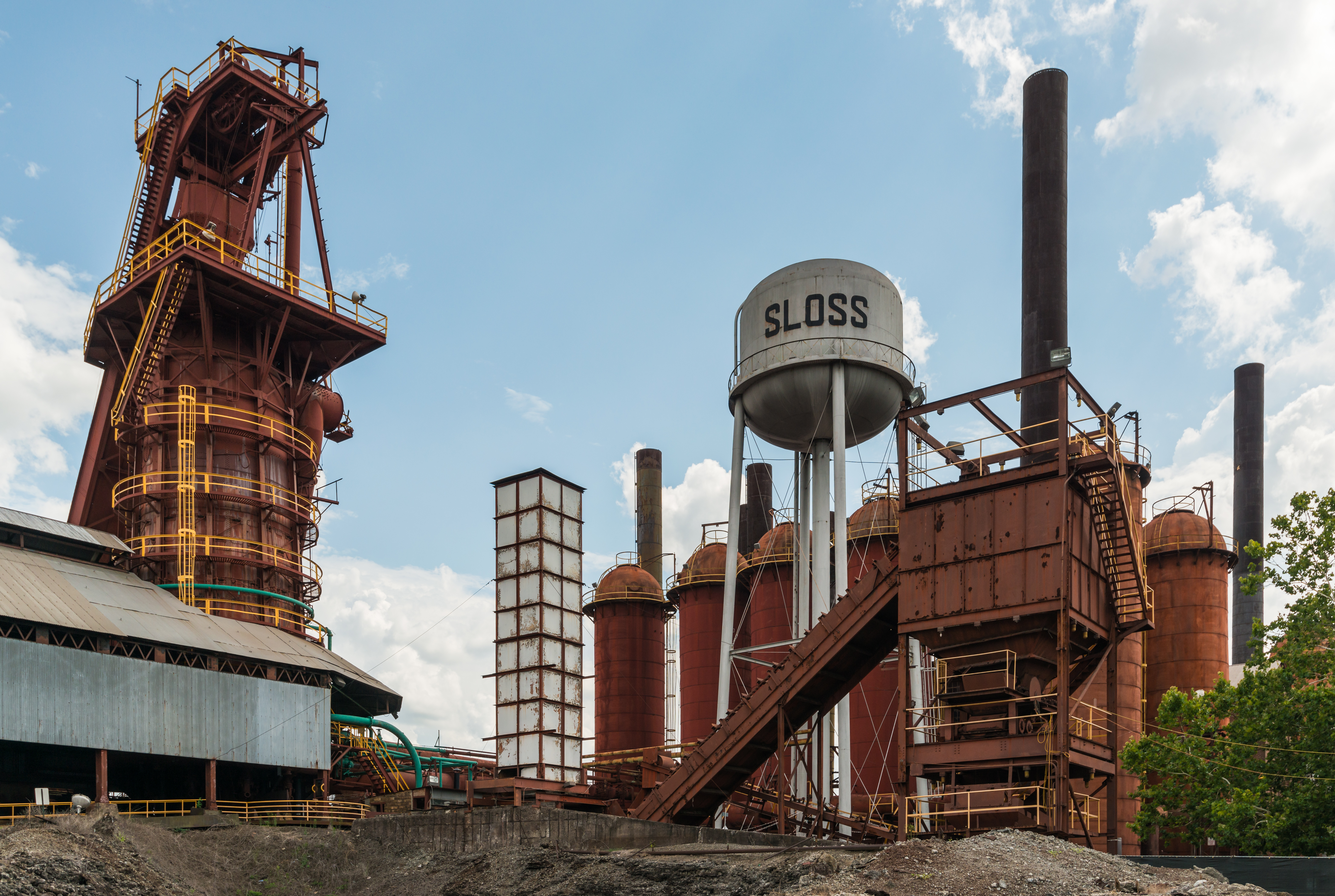
Die Sloss Furnaces (2016) sind seit Mai 1981 als National Historic Landmark anerkannt.

145 Bauwerke und Stätten in Birmingham sind im National Register of Historic Places (NRHP) eingetragen (Stand 17. September 2020), wobei die 16th Street Baptist Church, die Bethel Baptist Church und die Sloss Furnaces  den Status eines National Historic Landmarks  haben.

## Söhne und Töchter der Stadt

### Film
- Hannah Alligood (* 2003), Schauspielerin
- R. G. Armstrong (1917–2012), Schauspieler
- Mary Badham (* 1952), Schauspielerin
- Amber Benson (* 1977), Schauspielerin
- Frances Bergen (1922–2006), Schauspielerin und Fotomodell
- Courteney Cox (* 1964), Schauspielerin
- Vince Cusimano (* 1981), Schauspieler, Drehbuchautor und Filmproduzent
- Tommy Dewey (* 1978), Schauspieler, Produzent und Drehbuchautor
- Anna Marie Dobbins (* 1991), Schauspielerin und Tänzerin
- Jordan Fisher (* 1994), Schauspieler, Sänger und Tänzer
- Fannie Flagg (* 1944), Autorin und Schauspielerin
- Louise Fletcher (1934–2022), Schauspielerin und Oscar-Preisträgerin
- David F. Friedman (1923–2011), Filmproduzent
- Walton Goggins (* 1971), Schauspieler
- Gilbert R. Hill (1931–2016), Polizist und Filmschauspieler
- Jane Hitchcock (* 1953), Schauspielerin und Model
- Kate Jackson (* 1948), Schauspielerin
- Kaylynn (* 1977), Pornodarstellerin
- Jasika Nicole (* 1980), Schauspielerin
- Gail Patrick (1911–1980), Schauspielerin
- Allene Roberts (1928–2019), Schauspielerin
- Wayne Rogers (1933–2015), Schauspieler
- Mickey Rooney Jr. (1945–2022), Schauspieler und Musiker
- J. Jay Saunders (1941–2016), Schauspieler
- Daniel Scheinert (* 1987), Filmschauspieler, Drehbuchautor und Filmregisseur
- Dorothy Sebastian (1903–1957), Schauspielerin, die in den letzten Tagen des Stummfilms zu Ruhm kam
- Gail Strickland (* 1947), Schauspielerin
- Barret Swatek (* 1977), Schauspielerin
- Ashton Tyler (* 2006), Schauspieler

### Musik
- Abigail Barlow (* 1998), Sängerin und Songwriterin
- Dud Bascomb (1916–1972), Jazz-Trompeter
- Paul Bascomb (1910–1986), Tenorsaxophonist und Bandleader des Swing und des Rhythm and Blues
- Charlie Baty (1953–2020), Bluesmusiker
- Piney Brown (1922–2009), Blues und R&B-Musiker und Songwriter
- Jothan Callins (1942–2005), Jazzmusiker
- Jimmy Cheatham (1924–2007), Jazzmusiker
- Gene Conners (1930–2010), Posaunist des Modern Jazz und des Rhythm and Blues
- White Dawg, Crunk-Rapper, Produzent und Geschäftsmann
- Harry Dial (1907–1987), Jazzmusiker
- Arthur Doyle (1944–2014), Free-Jazz-Musiker
- Dennis Edwards (1943–2018), Soul- und Rhythm-and-Blues-Sänger
- Richard Evans (1932–2014), R&B- und Jazzmusiker
- Josh Gilbert (* 1987), Metalbassist
- Coot Grant (* 1893; † nach 1948), Vaudeville-Blues-Sängerin, Gitarristin und Songwriterin
- Hardrock Gunter (1925–2013), Rockabilly- und Country-Musiker
- Curley Hamner (1919–1982), Rhythm-&-Blues- und Jazzmusiker
- Wilbur Harden (1924–1969), Jazz-Trompeter und Flügelhornist
- Emmylou Harris (* 1947), Country-, Folk- und Pop-Sängerin und Songwriter
- Heywood Henry (1913–1994), R&B- und Jazzmusiker
- Taylor Hicks (* 1976), Sänger und Gewinner der fünften American-Idol-Staffel
- Teddy Hill (1909–1978), Tenor-Saxophonist, Big-Band-Leader des Swing und Jazzclub-Manager
- Odetta Holmes (1930–2008), afroamerikanische Sängerin
- Lynn Hope (1926–1993), Rhythm-and-Blues-Tenorsaxophonist
- Jimmy Jones (1937–2012), Rock'n'Roll- und Popsänger
- Baker Knight (1933–2005), Rockabilly-Musiker und Komponist
- Sam Lay (1935–2022), Blues-Schlagzeuger und Sänger
- Dorothy Love Coates (1928–2002), Gospelsängerin und Leiterin der Original Gospel Harmonettes
- Sammy Lowe (1918–1993), Trompeter, Arrangeur und Orchesterleiter
- Rebecca Luker (1961–2020), Sängerin, Musicaldarstellerin und Schauspielerin
- Gucci Mane (* 1980), Rapper
- Jimmy Murphy (1925–1981), Country- und Rockabilly-Musiker, Songschreiber und Gitarrist
- Loulie Jean Norman (1913–2005), Sopranistin und Sängerin der ursprünglichen Star-Trek-Titelmelodie
- Hank Penny (1918–1992), Country-Sänger
- Carl Pruitt (1918–1977), Jazz- und R&B-Musiker
- Sun Ra (1914–1993), experimenteller, avantgardistischer Jazzkomponist und Jazzmusiker
- Mickey Rooney Jr. (1945–2022), Schauspieler und Musiker
- Johnny Smith (1922–2013), Gitarrist des Cool Jazz und Mainstream Jazz
- Maria Taylor (* 1976), Singer-Songwriterin und Multi-Instrumentalistin im Indierock-Bereich
- Billy Valentine (* 1926), Jazz- und R&B-Musiker
- Frank Walton (1944–2024), Jazzmusiker
- Paul Williams (1939–1973), Sänger und Mitglied der Temptations
- Emmett Wright (1941–2024), Orchester- und Jazzmusiker

### Sport
- Eric Bledsoe (* 1989), Basketballspieler
- Bobby Bowden (1929–2021), College-Football-Trainer
- Nico Collins (* 1999), American-Football-Spieler
- Jared Cook (* 1987), American-Football-Spieler
- Louis Dale (* 1988), Basketballspieler
- Karlos Dansby (* 1981), American-Football-Spieler
- Josh Doctson (* 1992), American-Football-Spieler
- Vonetta Flowers (* 1973), Leichtathletin und Bobsportlerin
- Trey Hardee (* 1984), Zehnkämpfer
- Howard Hill (1899–1975), Bogenschütze, auch in Filmen (Robin Hood, König der Vagabunden)
- Carl Lewis (* 1961), zählt zu den erfolgreichsten Leichtathleten der Welt
- Carol Lewis (* 1963), Weitspringerin
- Merritt Mathias (* 1990), Fußballspielerin
- K. J. McDaniels (* 1993), Basketballspieler
- Kool-Aid McKinstry (* 2002), American-Football-Spieler
- Breland Morrissette (* 1998), Volleyballspielerin
- Sunder Nix (* 1961), Leichtathlet und Olympiasieger
- Daron Payne (* 1997), American-Football-Spieler
- Toni Payne (* 1995), nigerianische Fußballspielerin
- Monyea Pratt (* 1985), Basketballspieler
- Chris Richards (* 2000), Fußballspieler
- Krystal Rivers (* 1994), Volleyballspielerin
- Brandon Servania (* 1999), Fußballspieler
- Shannon Shorr (* 1985), Pokerspieler
- Jason Standridge (* 1978), Baseballspieler
- JoJo Starbuck (* 1951), Eiskunstläuferin
- Mac Styslinger (* 1993), Tennisspieler
- Dabo Swinney (* 1969), American-Football-Trainer
- Tanner Tessmann (* 2001), Fußballspieler
- Andrew Toney (* 1957), Basketballspieler
- Scott Tucker (* 1976), Schwimmer
- Chris A. Williams (1980–2017), Basketballspieler
- John Zimmerman (* 1973), Eiskunstläufer

### Politik
- Angela Davis (* 1944), Bürgerrechtlerin, Soziologin und Schriftstellerin
- William J. Edwards (1928–2019), Rechtsanwalt und Politiker (Republikanische Partei)
- Marjorie Holt (1920–2018), vertrat den Bundesstaat Maryland im US-Repräsentantenhaus
- George Huddleston junior (1920–1971), vertrat den Bundesstaat Alabama im US-Repräsentantenhaus
- Larry Langford (1948–2019), von November 2007 bis Oktober 2009 der 30. Bürgermeister von Birmingham
- Elaine Luria (* 1975), Politikerin
- Juanita Millender-McDonald (1938–2007), Kongressabgeordnete
- Henry L. Mitchell (1831–1903), 16. Gouverneur von Florida
- Condoleezza Rice (* 1954), erste afroamerikanische Außenministerin der Vereinigten Staaten
- Richard Shelby (* 1934), Senator Alabamas

### Sonstiges
- Frederick Almgren (1933–1997), Mathematiker
- Jack S. Blocker (1913–2006), Brigadegeneral der United States Army
- Edward M. Burgess (1934–2018), Chemiker
- Annie Easley (1933–2011), Mathematikerin und Informatikerin
- Richard Nelson Frye (1920–2014), Orientalist und Historiker
- Noel A. M. Gayler (1914–2011), Direktor der National Security Agency (NSA)
- Virgil Griffith (* 1983), Hacker und Wissenschaftler
- Henry Warren Hartsfield (1933–2014), Astronaut
- Shirley M. Malcom (* 1946), Zoologin, Ökologin und Hochschullehrerin
- Kerry James Marshall (* 1955), Künstler
- Mary Adelia McLeod (1938–2022), anglikanische Bischöfin
- Han Nolan (* 1956), Autorin
- Walker Percy (1916–1990), Schriftsteller
- James Redfield (* 1950), Soziologe und Autor
- Arnold Rice Rich (1893–1968), Pathologe und neben Louis Virgil Hamman einer der Namensgeber des Hamman-Rich-Syndroms
- Arthur H. Rosenfeld (1926–2017), Physiker
- Jay Sebring (1933–1969), renommierter Friseur und Hairstylist, der vor allem bei Hollywood-Filmproduktionen als Style- und Typenberater mitwirkte
- Curtis Howe Springer (1896–1985), Hochstapler, Radioprediger und Wunderheiler
- Hugh Stubbins (1912–2006), international tätiger Architekt
- Edward O. Wilson (1929–2021), Entomologe und Biologe
- Tobias Wolff (* 1945), Schriftsteller
- Robert H. York (1913–1988), Generalleutnant der United States Army
- Theodore Ziolkowski (1932–2020), Germanist und Literaturwissenschaftler